# Als (isla)
Als (también conocido como Alsen) es una isla danesa que está ubicada en el estrecho de Pequeño Belt (mar Báltico) en la costa de Jutlandia y que está unida a ella por dos puentes fijos que cruzan el fiordo de Als y el canal homónimo.
La isla forma parte del municipio de Sønderborg. La ciudad de Sønderborg tiene la característica de estar parte en la isla (su casco antiguo) y en parte en el continente.

## Historia
Pertenece a Dinamarca desde 1920, después de un plebiscito, pero antes, como resultado de la guerra de 1864, estaba en manos alemanas.
En el pantano de Hjortspring Mose se descubrió el denominado barco de Hjortspring, un barco prehistórico del ca. 350 a. C. Esta embarcación es uno de los más antiguos y mejor conservados encontrados en Dinamarca. Su diseño y construcción son considerados un hito en la historia naval, ya que muestran un alto grado de habilidad y conocimiento técnico en la época de la Edad del Hierro. Además, el barco es una fuente importante de información sobre la vida y la cultura de la tribu germánica que lo construyó. A través de su estudio, los arqueólogos han podido aprender mucho sobre la forma de vida y las costumbres de esta tribu en la época en que vivió.